# George Abram Miller
George Abram Miller (Lynnville, Condado de Lehigh, 31 de julho de 1863 – Urbana, Illinois, 10 de fevereiro de 1951) foi um matemático estadunidense, que trabalhou principalmente com teoria dos grupos.

## Vida e obra
Miller estudou a partir de 1882 na Franklin and Marshall Academy, uma subdivisão do College em Lancaster, Pensilvânia, e depois no Muehlenberg College em Allentown, Pensilvânia, onde onteve em 1887 o bacharelado e em 1890 o mestrado. Em 1892 obteve um doutorado na Universidade Cumberland em Lebanon, Tennessee, sendo depois instrutor na Universidade de Michigan, onde começou a se interessar por teoria dos grupos através de seu contato com Frank Nelson Cole.
De 1895 a 1897 esteve na Europa com Sophus Lie em Leipzig e Camille Jordan em Paris. Após retornar em 1897 foi professor da Universidade Cornell. Em 1901 foi professor da Universidade Stanford e em 1906 da Universidade de Illinois em Urbana-Champaign, onde permaneceu até aposentar-se.
Em 1891 foi membro da New York Mathematical Society, da qual originou-se a American Mathematical Society. Foi membro da Associação dos Matemáticos da Alemanha e da London Mathematical Society. Em 1919 foi eleito membro da Academia de Artes e Ciências dos Estados Unidos e em 1921 da Academia Nacional de Ciências dos Estados Unidos. De 1909 a 1915 foi editor do American Mathematical Monthly. Em 1921/1922 foi presidente da Mathematical Association of America.
Foi palestrante do Congresso Internacional de Matemáticos em Toronto (1924).
Foi casado desde 1909. O casamento ficou sem filhos,  e ele deixou sua riqueza considerável (1 milhão de dólares) para a Universidade de Illinois.

## Obras
- 1892: An introduction to the study of Determinants, with examples and applications.
- 1905: Groups of subtraction and division.
- 1911: The Algebraic Equation
- 1916: (com Hans Blichfeldt & Leonard Eugene Dickson) Theory and Application of Finite Groups from University of Michigan Historical Math Collection, original publisher: John Wiley & Sons.
- 1916: Historical Introduction to Mathematical Literature from Cornell University Historical Math Monographs, original publisher Macmillan Publishers.
  - George Ballard Mathews (1917) Review: A Historical Introduction to the Mathematical Literature from Nature 98:387 (#2464)
- 1947: "An Eleventh Lesson in the History of Mathematics", Mathematics Magazine 21(1): 48-55.